# Фасетна класифікація
Фасе́тний ме́тод класифіка́ції — паралельний поділ множини об'єктів на незалежні класифікаційні угруповання.

## Визначення поняття «фасет» та «фасетна класифікація»
Фасетний метод класифікації — компенсує недоліки ієрархічного методу класифікації. При цьому методі класифікації початкова множина об'єктів може незалежно поділятися на класифікаційні угруповання з використанням однієї з образних ознак. Кожна ознака фасетної класифікації відповідає фасеті, яка є списком значень цієї класифікації (колір: червоний, зелений; професія: інженер, бухгалтер)[4].
Фасет — набір значень однієї ознаки класифікації. Фасети взаємно незалежні. Кожний об'єкт може одночасно входити в різні класифікаційні угруповання [3].

## Історія виникнення фасетної класифікації
Значний вплив на теорію і практику бібліотечно-бібліографічної класифікації справила «Класифікація двокрапкою» індійського бібліотекознавця Ш. Р. Ранганатана [5]. Перше видання класифікації вийшло в 1933 р., потім її неодноразово перевидавали постійно вдосконалюючи. Основний ряд системи включає 47 основних класів, їхня послідовність певною мірою повторює інші класифікації того часу, а якоюсь мірою відповідає філософським поглядам самого Ранганатана. Взагалі її методологію можна оцінити як ненаукову. Інтерес фахівців викликає техніка цієї класифікаційної системи. Ранганатан максимально розвиває метод комбінаційної побудови індексів, відмовляючись від прагнення подати в класифікації всі можливі теми документів. На рівні головних класів, іноді на більш глибоких рівнях він здійснює категорійний аналіз. Суть цього аналізу в розподілі понять певної науки, дисципліни, галузі виробництва тощо між певними групами, які називаються категоріями. Ранганатан вважав, що досить мати п'ять основних категорій, щоб поділити за ними всі поняття будь-якої галузі знань, а саме: «Індивідуальність», «Матерія», «Енергія», «Простір», «Час». Категорія «Індивідуальність» визначає предмети, їхні властивості, особливості. Категорія «Матерія» найчастіше означає матеріали, з яких складаються предмети. Категорія «Енергія» включає дії, процеси, операції, проблеми. Категорії «Простір» і «Час» визначають відповідно територіальні та хронологічні поняття.
Поняття, що входять до однієї категорії, далі поділяються на групи — фасети. Фасети включають поняття однієї основи ділення. Так, в основному класі «Землеробство» виділено категорії «Індивідуальність» та «Енергія». У свою чергу, до категорії «Енергія» входить фасет, побудований за видами сільськогосподарських робіт:
- 1 Збирання врожаю;
- 2 Стогування, скиртування;
- 3 Молотьба;
- 4 Очищення насіння;
- 5 Сушіння;
- 6 Транспортування;
- 7 Зберігання;
- 8 Зберігання з використанням холоду;
- 9 Використання.

Кожне окреме поняття, що входить до фасету, називається ізолатом, або фокусом ізолата. У класифікації розроблені таблиці загальних ізолатів, що вміщують ознаки документів з різних галузей знань.
Здійснюючи процес систематизації, тему документа необхідно розбити на окремі поняття, терміни, підібрати ізолати, що відповідають кожному з них, і з'єднати їхні індекси.
Важливе значення має послідовність фасетів при формуванні індексів у процесі систематизації документів — вона забезпечує внутрішню одноманітність побудови індексів. Ранганатан увів до класифікації поняття фасетної формули і запропонував єдину послідовність категорій для всіх галузей знань: «Індивідуальність», «Матерія», «Енергія», «Простір», «Час».
Багатоаспектному відображенню документів сприяють також розроблені Ранганатаном символи зв'язку, які виділені в окрему таблицю. З їхньою допомогою можна показати в індексі такі зв'язки між поняттями різних галузей знання, як вплив, порівняння, відмінності.
Ранганатан застосував у своїй класифікації багато нових цікавих технічних прийомів (октавне число, методи підрозділу ізолатів, метод класики, ланцюговий метод створення АПП тощо), значну кількість яких використано в інших сучасних системах класифікації. Сама ж «Класифікація двокрапкою» не отримала значного поширення через її надмірну складність, штучність основного ряду, недостатню кількість і штучність виділених категорій, занадто жорстку фасетну формулу, велику кількість різноманітних постулатів, правил, законів, якими важко користуватися.

## Методи, види, способи використання фасетної класифікації
Система класифікації може бути подана переліком незалежних фасетів (списків), які містять значення ознак класифікації. Кількість фасетних формул, для яких можуть бути утворені ієрархічні класифікації, визначається можливим поєднанням. Фасетна класифікація не передбачає жорсткого ділення інформації в певній послідовності, а дозволяє вільно витягувати зі всієї сукупності відомості, які потрібні в результаті запиту. Якщо, наприклад, ієрархічну класифікацію можна порівняти з різнорозмірними ящиками, де кожен менший вкладений в кожен більший, то фасетну можна порівняти з серією різнорозмірних кубиків, вибір яких обумовлений не порядком, в якому вони укладені один в одного, а бажанням того, що вибирає. Організація багатьох систем аналітичних рахунків до одного синтетичного дозволяє істотно збільшити об'єм отримуваної інформації.
Фасетна класифікація (на відміну від ієрархічної) дозволяє будувати класи шляхом вживання будь-якого поєднання характерних ознак. В рамках такої класифікації допустиме пересічення окремих класифікаційних елементів.
Фасетна класифікація дозволяє будувати угрупування по довільному поєднанню ознак, даючи при цьому можливість пропускати і не використовувати будь-які з них. Зміна фасетної формули і значень окремих фасет не представляє скрути. Як і при ієрархічній класифікації набір ознак, що виділяється, у фасетах визначається потребами з боку вирішуваних функціональних завдань АСОВІ і не є самоціллю класифікації [9]. У основі фасетної класифікації лежить фасетний аналіз: аналізується набір характерних ознак об'єкту класифікації і виявляються основні категорії властивостей предметів. Фасетна класифікація (на відміну від ієрархічної) дозволяє будувати класи шляхом вживання будь-якого поєднання характерних ознак. В рамках такої класифікації допустиме пересічення окремих класифікаційних елементів. Головне призначення такої класифікації — формулювання і обґрунтування класифікаційних ознак і подальше їх об'єднання в єдину систему класифікації. Послідовність побудови фасетної класифікації практично така ж, як при побудові ієрархічною, тобто визначається безліч об'єктів, виділяються основні ознаки і групи ознак цієї безлічі і вибирається порядок дотримання груп ознак (фасетів) і ознак-характеристик. У ряді випадків фасетна класифікація вимагає ДЛ5 [10] ідентифікації кожного елементу такою, що класифікується безліч великого числа фасетів. Тоді застосовую роздільну ідентифікацію і класифікацію об'єкті шляхом введення ідентифікаційних і класифікаційних код. Класифікаційна частина коди, в якій кодуються класифікаційні ознаки, будується за допомогою фасетної формули. Таке блокове кодування об'єктів зручне при організації в АСОВІ інформаційних масивів, що є наборами записів про ці об'єкти.

## Використання фасетної класифікації в фольксономії
Фольксономія (англ. folksonomy, від folk — народний + taxonomy таксономія, від гр. розташування по порядку + закон) — народна класифікація, практика спільної категоризації інформації (заслань, фото, відео кліпів тощо) за допомогою довільно вибираних міток, званих тегами [2].
Обмеження фольксономій:
- Неоднозначність. Абсолютно різні наочні домени змішуються в одному «тегу» — слові.
- Пробіли і фрази. Обидва сервіси працюють з односкладовими тегами. Щоб ввести як би ієрархію користувач може писати поняття через слеши, але ця ієрархія глибоко умовна.
- Синоніми. Їх немає. Тобто, в обох сервісах немає жодного контролю за синонімам.

Переваги фольксономій:
- Широковикористовуваний класифікатор. Пряме віддзеркалення словникового запасу користувачів — безперечна гідність фольксономій. Фольксономія кардинально відрізняється від традиційного підходу до класифікації, тому що представляє класифікатор рівно в тому вигляді, в якому він зажадався великою масою користувачів.

Це поняття відноситься до спонтанної співпраці групи людей з метою організації інформації, яке цікаве тим, що воно повністю відрізняється від традиційних формальних методів фасетной класифікації. Як правило, це явище виникає лише в неієрархічних співтовариствах, таких як загальнодоступні вебсайти, а не в багаторівневих колективах Оскільки організатори інформації зазвичай є її ж основними користувачами, фолксономія виробляє результати, що точніше відображають сукупну концептуальну модель інформації всієї групи.
Приклад більш-менш вдалого вживання народної класифікації: http://www.last.fm/music [Архівовано 30 квітня 2012 у Wayback Machine.] [9] (при певному числі вживання довільного тегу, він автоматично стає таким, що відображається в текстах описів музичних груп). Таким чином відбувається класифікація за жанрами, а розмітка статей формується не лише на основі базової, але і із застосуванням довільного числа тегів.

## Переваги та недоліки фасетної класифікації
Фасетна класифікація проста, гнучка в експлуатації, на відміну від ієрархічної, краще пристосована для машинної обробки, спрощує виділення будь-яких ознак і дозволяє групувати елементи безлічі, що класифікується, в будь-якому поєднанні ознак.
Перевагою методу фасетної класифікації є можливість практично необмеженого додавання числа фасетів, групування безлічі, що класифікується, але будь-якому поєднанню і числу фасетів, використання як фасети вже створених класифікаторів.
Основною перевагою фасетної класифікації є гнучкість, яка дозволяє систематизувати об'єкти по необхідному набору ознак і здійснювати інформаційний пошук по будь-якому поєднанню фасетів. Вона також добре пристосована для комп'ютерного формування підмножин на основі вибраного переліку ознак, але менш зручна для ручної обробки інформації.
До недоліків фасетної системи класифікації можна віднести складність структури побудови і низьку міру заповненої системи. І хоча фасетна класифікація об'єктів володіє більшою гнучкістю (можливість практично не обмеженого додавання числа фасетів, розширення складу значення в окремих фасетах, угрупування безлічі по будь-якому поєднанню і числу фасетів), через специфіку характеру обробки інформації вона має досить обмежене поширення у організаційно-економічному управлінні і застосовується головним чином для реалізації інформаційно-пошукових систем. Наприклад, каталог пошукової системи Яndex [10] побудований з використанням фасетної класифікації. Основними фасетами для специфікації пошукового образу в нім є: тема, регіон, жанр, джерело інформації, адресат інформації.